# Ectropis ridingi-suffusa
Ectropis ridingi-suffusa är en fjärilsart som beskrevs av Tutt 1905. Ectropis ridingi-suffusa ingår i släktet Ectropis och familjen mätare. Inga underarter finns listade i Catalogue of Life.